# Frigil becgroc

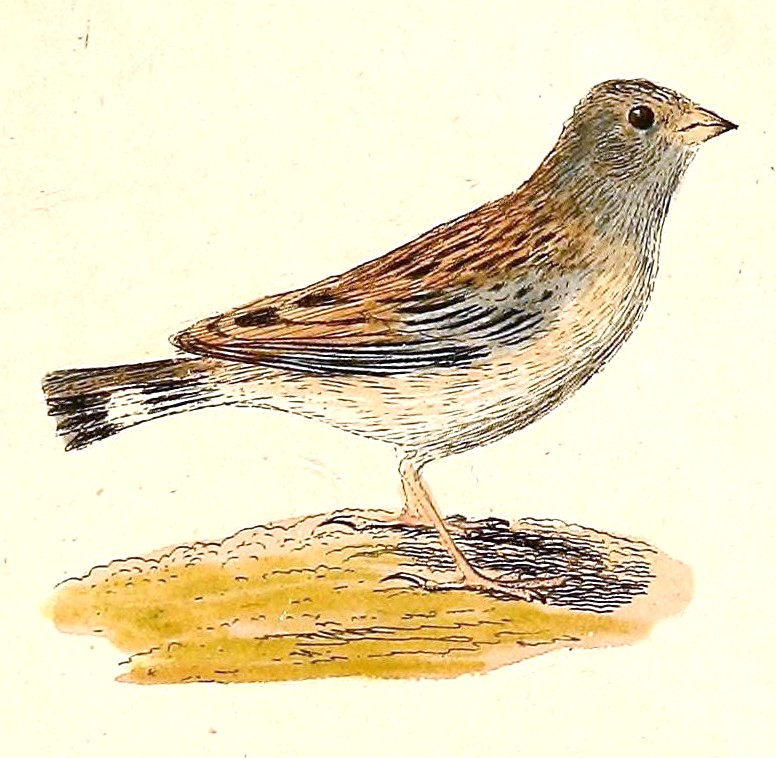
Dibuix del Frigil becgroc.

El frigil becgroc (Porphyrospiza alaudina) és un ocell de la família dels tràupid (Thraupidae).

## Hàbitat i distribució
Habita zones de camp obert amb roques i arbusts de les terres altes prop dels Andes, des de l'Equador, oest del Perú i Bolívia fins Xile i nord-oest de l'Argentina.